# Jigme Khesar Namgyel Wangchuck
Jigme Khesar Namgyel Wangchuck (འཇིགས་མེད་གེ་སར་རྣམ་རྒྱལ་དབང་ཕྱུག་; n. 21 februarie 1980) este al cincilea rege al Bhutanului și capul dinastiei Wangchuck. A devenit rege la 14 decembrie 2006 și a fost încoronat oficial la 6 noiembrie 2008.
La deschiderea sesiunii parlamentare din 20 mai 2011, regele a anunțat logodna sa cu Jetsun Pema, o tânără în vârstă de 21 de ani, născută la Thimphu la 4 iunie 1990. Cei doi s-au căsătorit la 13 octombrie 2011 la Punakha Dzong.